# Горбунов, Дмитрий Сергеевич
Дми́трий Серге́евич Горбуно́в (род. 20 января 1975 года, Москва) — российский физик, специалист в области физики элементарных частиц и космологии, член-корреспондент РАН (2016).

## Биография
В 1998 году окончил физический факультет МГУ.
В 2001 году защитил кандидатскую диссертацию, тема: «Редкие процессы в суперсимметричных моделях физики частиц».
Работает в отделе теоретической физики Института ядерных исследований РАН.
В 2013 году защитил докторскую диссертацию «Возможные проявления новой физики частиц в космологии и ускорительных экспериментах».
В феврале 2016 года было присвоено почётное учёное звание профессора РАН, 28 октября того же года избран членом-корреспондентом РАН по Отделению физических наук.
Член ВАК РФ (с 2019).

## Общественная позиция
В феврале 2022 года подписал открытое письмо российских учёных и научных журналистов с осуждением вторжения России на Украину и призывом вывести российские войска с украинской территории.

## Научная деятельность
Специалист в области физики элементарных частиц и космологии.
Научные интересы связаны с поиском отклонений от Стандартной модели физики частиц, суперсимметрией, нестандартными подходами к космологии.
Основные достижения:
- получил ряд известных результатов, относящихся к «редким процессам» в суперсимметричных моделях, инфляционной теории, физике космических лучей сверхвысоких энергий;
- доказал несостоятельность моделей индуцированной гравитации в объяснении ускоренного расширения Вселенной;
- разработал программу экспериментального исследования новой физики сектора голдстино, ответственного за спонтанное нарушение суперсимметрии;
- предложил способ прямой экспериментальной проверки минимального расширения Стандартной модели физики частиц, в рамках единого механизма, объясняющего нейтринные осцилляции, явления тёмной материи и барионную асимметрию Вселенной;
- создал экспериментальный проект в ЦЕРНе, находящийся на стадии разработки и согласований;
- исследовал механизмы разогрева ранней Вселенной в инфляционных моделях с плоским потенциалом, в частности, модели инфляции на поле Хиггса-Энглера-Браута;
- совместно с С. Л. Дубовским и Г. И. Рубцовым сформулировал ограничения на параметры гипотетических частиц с дробным электрическим зарядом из анализа космологических данных;
- выдвинул гипотезу о ярких в гамма-диапазоне блазарах как источниках космических лучей сверхвысоких энергий.

Ведёт преподавательскую деятельность: профессор кафедры физики частиц и космологии физфака МГУ, профессор кафедры «Фундаментальные взаимодействия и космология» факультета проблем физики и энергетики МФТИ.
Один из авторов двухтомной монографии «Введение в теорию ранней Вселенной» 2008—2010 годов.

## Награды
- Премия Президента Российской Федерации в области науки и инноваций для молодых учёных (2010) — за цикл работ в области физики элементарных частиц и фундаментальных проблем эволюции Вселенной[6]
- Победитель конкурса молодых физиков фонда «Династия» (2015)
- Премия имени М. А. Маркова ИЯИ РАН (2018, совместно c Э. Э. Боосом)